# Arosa Challenge

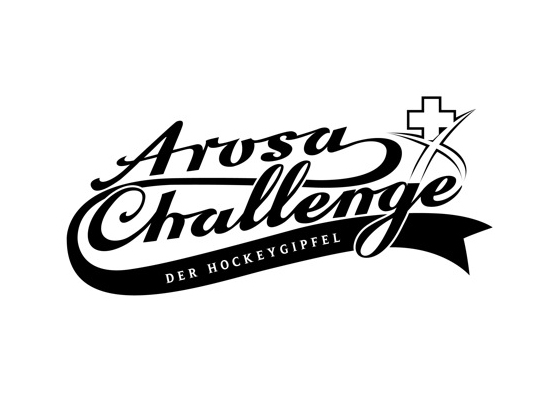
Logo der Arosa Challenge

Die Arosa Challenge war ein internationales Eishockey-Turnier für Nationalmannschaften im Schweizer Sport- und Ferienort Arosa. Es wurde 2010 vom SEHV in Zusammenarbeit mit Arosa Tourismus ins Leben gerufen und fand bis 2015 jeweils im Dezember im Sport- und Kongresszentrum Arosa statt.

## Turnier

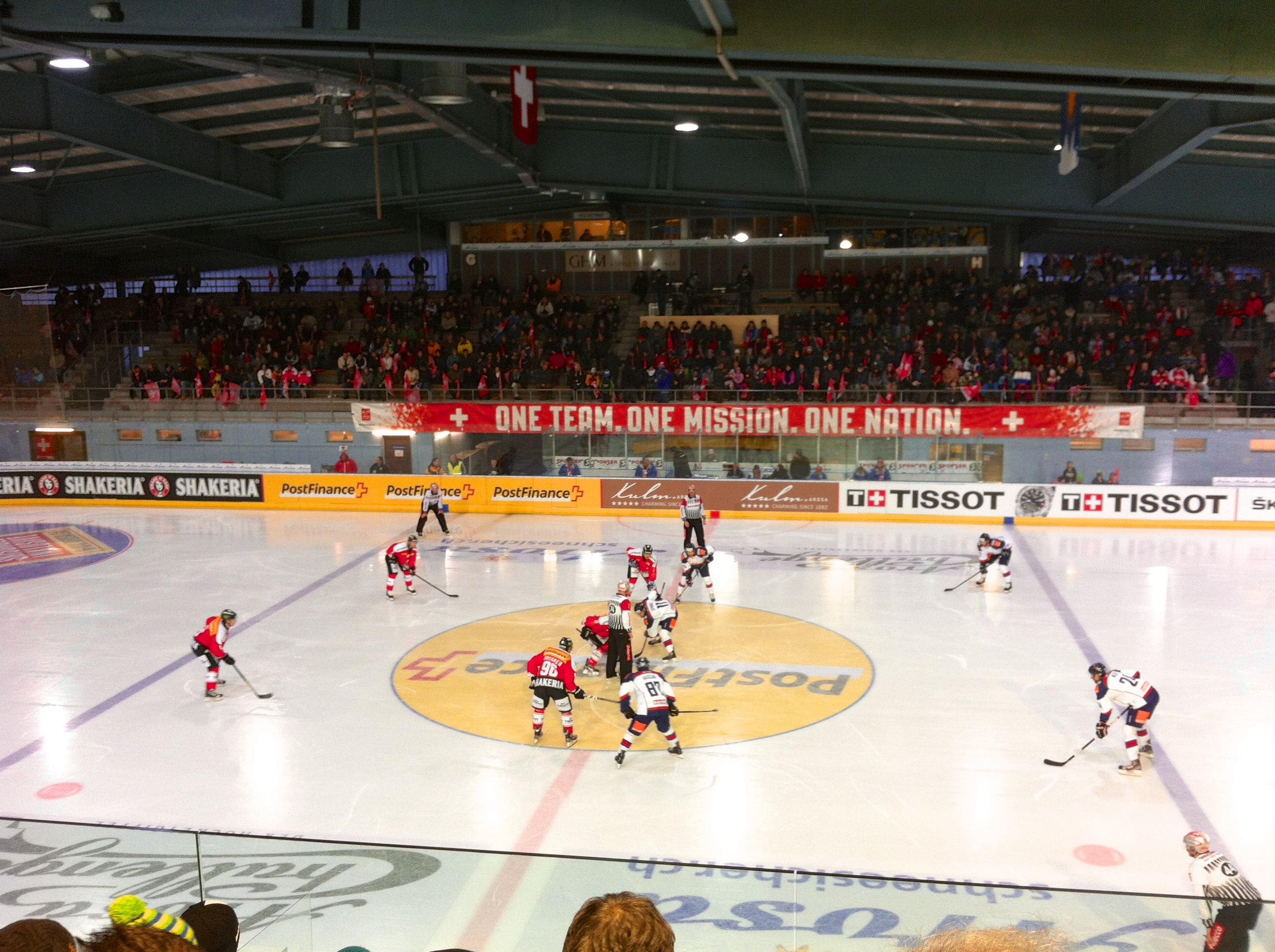
Spiel anlässlich der Arosa Challenge im Sport- und Kongresszentrum Arosa

Es spielten vier Mannschaften um die Siegertrophäe, einen Bergkristall. Gesetzt war die Schweizer Eishockeynationalmannschaft als Gastgeberin. Hinzu kamen drei andere Nationalteams, üblicherweise aus Norwegen, der Slowakei und Belarus. Die Schweiz erreicht stets das Finalspiel und gewann drei der fünf Austragungen. Zweimal konnte sich Belarus durchsetzen.
Im Jahr 2010 wurde die Arosa Challenge in Herisau durchgeführt, da sich die Eissporthalle Obersee in Arosa im Umbau befand. 2012 fand die Veranstaltung gleichzeitig mit dem Arosa Humor-Festival statt, mit welchem eine Ticket-Partnerschaft bestand.
Trotz guter Zusammenarbeit wurde der Vertrag zwischen den Leistungserbringern Ende 2015 nicht verlängert. Der SEHV wünschte sich für sein Vierländerturnier mehr Zuschauereinnahmen, und Arosa Tourismus war gleichzeitig nicht in der Lage, künftig höhere Sponsorenbeiträge zu leisten. Nachfolgeveranstaltung ist die Swiss Ice Hockey Challenge.

## Modus
Pro Turnier wurden vier Spiele ausgetragen, wobei die Sieger der ersten beiden Partien am zweiten Tag des Turniers den Gesamtsieg unter sich ausspielten; die Verlierer der ersten Runde spielten um den dritten Rang.

## Austragung 2015
2015 nahmen die folgenden Mannschaften teil:
- Norwegen
- Schweiz
- Slowakei
- Belarus

### Spiele
Quellen: Die Südostschweiz, Schweiz am Sonntag, Offizielle Statistik SIHF
| 18. Dezember 2015 16.15 Uhr | Slowakei Tomáš Marcinko (2.) Peter Čerešňák (14.) Michal Hlinka (28.) Pavol Skalicky (42.) | 4:1 (2:0,1:1,1:0) | Belarus Geoff Platt (25.) | Sport- und Kongresszentrum, Arosa Zuschauer: 250 |

| 18. Dezember 2015 20.15 Uhr | Schweiz Reto Schäppi (8.) Reto Suri (15.) | 2:1 (2:0,0:0,0:1) Spielbericht | Norwegen Patrick Thoresen (53.) | Sport- und Kongresszentrum, Arosa Zuschauer: 1210 |

| 19. Dezember 2015 16.15 Uhr | Schweiz Kevin Romy (31.) Lino Martschini (35.) Reto Suri (PS) Marc Wieser (PS) | 3:2 n. P. (0:0,2:1,0:1,0:0) Spielbericht | Slowakei Andrej Kudrna (30.) Pavol Skalicky (44.) Martin Bakoš (PS) | Sport- und Kongresszentrum, Arosa Zuschauer: 1310 |

| 19. Dezember 2015 20.15 Uhr | Norwegen Jonas Holos (4.) | 1:5 (1:0,0:3,0:2) | Belarus Geoff Platt (22.) Dsmitry Korabau (31.) Arzjom Dsjamkou (38.) Arzjom Dsjamkou (50.) Geoff Platt (52.) | Sport- und Kongresszentrum, Arosa Zuschauer: 160 |

Die Arosa Challenge 2015 markierte das erfolgreiche Debüt des neuen Schweizer Eishockey-Nationaltrainers Patrick Fischer. Assistiert wurde er von Felix Hollenstein und Reto von Arx, wobei die Verpflichtung von Arx', der sich als Spieler seit 2002 der Schweizer Nationalmannschaft verweigert hatte, auch kritisch betrachtet wurde.

## Austragung 2014
2014 nahmen die folgenden Mannschaften teil:
- Norwegen
- Schweiz
- Slowakei
- Belarus

### Spiele
Quellen: Die Südostschweiz, Aroser Zeitung, Offizielle Statistik SIHF
| 19. Dezember 2014 16.15 Uhr | Slowakei Michel Miklík (57.) | 1:2 (0:0,0:1,1:1) | Belarus Yevgeni Nogachyov (27.) Andrei Stepanov (51.) | Sport- und Kongresszentrum, Arosa Zuschauer: 360 |

| 19. Dezember 2014 20.15 Uhr | Schweiz Inti Pestoni (03.) Severin Blindenbacher (25.) Denis Hollenstein (25.) | 3:2 n. V. (1:0,0:2,0:0,0:0) Spielbericht | Norwegen Tommy Kristiansen (34.) Patrick Thoresen (38.) | Sport- und Kongresszentrum, Arosa Zuschauer: 1800 |

| 20. Dezember 2014 16.15 Uhr | Schweiz Severin Blindenbacher (28.) Inti Pestoni (45.) Denis Hollenstein (56.) | 3:2 (0:0,1:2,2:0) Spielbericht | Belarus Pavel Razvadovski (30.) Vyacheslav Andryushchenko (39.) | Sport- und Kongresszentrum, Arosa Zuschauer: 2105 |

| 20. Dezember 2014 20.15 Uhr | Norwegen Niklas Roest (36.) Stefan Espeland (44.) Jonas Holos (54.) | 3:1 (0:0,1:0,2:1) | Slowakei Patrik Lušňák (43.) | Sport- und Kongresszentrum, Arosa Zuschauer: 350 |

Dem Schweizer Team gelang mit dem zweiten Turniersieg die Revanche für das verlorene Finalspiel 2013 gegen Belarus. Für den neuen Trainer Glen Hanlon war es zudem der erste Turniersieg mit der Schweizer Mannschaft, nachdem er die Arosa Challenge im Jahr zuvor mit Belarus gewonnen hatte. Die aus Schweizer Sicht herausragenden Spieler waren Severin Blindenbacher, Inti Pestoni und Denis Hollenstein, denen je zwei Tore gelangen. Hollenstein konnte sich zudem zweimal als Matchwinner feiern lassen, dies obwohl er aufgrund der Entlassung seines Vaters als Trainer der Kloten Flyers schwierige Tage durchlebte.

## Austragung 2013
2013 nahmen die folgenden Mannschaften teil:
- Norwegen
- Schweiz
- Slowakei
- Belarus

### Spiele
Quellen: Die Südostschweiz
| 20. Dezember 2013 16.00 Uhr | Belarus Sjarhej Dsjamahin (03:17) Sjarhej Dsjamahin (43:29) | 2:1 (1:0,0:0,1:1) | Slowakei Patrik Lušňák (56:36) | Sport- und Kongresszentrum, Arosa Zuschauer: 300 |

| 20. Dezember 2013 20.15 Uhr | Schweiz Matthias Bieber (03:23) Goran Bezina (24:52) Reto Suri (25:36) Denis Hollenstein (50:00) | 4:2 (1:0, 2:0, 1:2) Spielbericht | Norwegen Alexander Bonsaksen (45:06) Niklas Roest (53:49) | Sport- und Kongresszentrum, Arosa Zuschauer: 1900 |

| 21. Dezember 2013 15.45 Uhr | Schweiz Ryan Gardner (23:08) Denis Hollenstein (41:56) | 2:3 n. P. (0:0, 1:2, 1:0, 0:0, 0:1) Spielbericht | Belarus Sjarhej Kaszizyn (30:24) Andrej Stas (33:14) Sjarhej Dsjamahin (PS) | Sport- und Kongresszentrum, Arosa Zuschauer: 2051 |

| 21. Dezember 2013 20.00 Uhr | Norwegen | 2:4 (0:2,1:1,1:1) | Slowakei | Sport- und Kongresszentrum, Arosa |

Für die Schweizer Mannschaft unter Sean Simpson, welche ohne ihre NHL-Akteure antrat, war es der letzte Einsatz vor den Olympischen Winterspielen 2014. Dabei konnten die Erwartungen nach der Silbermedaille bei der Weltmeisterschaft 2013 – die Wiederholung des Vorjahressieges – nicht erfüllt werden. Zudem schied Torhüter Martin Gerber mit einer Fussverletzung aus dem Kader aus.

## Austragung 2012
An der Austragung 2012 nahmen die folgenden Mannschaften teil:
- Norwegen
- Schweiz
- Slowakei
- Belarus

### Spiele
Quellen: Die Südostschweiz
| 14. Dezember 2012 15.45 Uhr | Norwegen Mats Zuccarello Aasen (30:56) Patrick Thoresen (31:50) | 2:3 n. P. (0:0, 2:2, 0:0, 0:0, 0:1) | Slowakei Rastislav Špirko (32:13) Tomáš Starosta (34:) Tomáš Záborský (PS) | Sport- und Kongresszentrum, Arosa Zuschauer: 463 |

| 14. Dezember 2012 19.45 Uhr | Schweiz Ryan Gardner (19.) Martin Plüss (29.) Ivo Rüthemann (60.) | 3:1 (1:0, 1:1, 1:0) Spielbericht | Belarus Andrej Stas (35.) | Sport- und Kongresszentrum, Arosa Zuschauer: 2000 |

| 15. Dezember 2012 15.45 Uhr | Schweiz Luca Cunti (17.) Reto Suri (21.) Damien Brunner (27.) Simon Bodenmann (33.) Goran Bezina (57.) | 5:0 (1:0, 3:0, 1:0) Spielbericht | Slowakei | Sport- und Kongresszentrum, Arosa Zuschauer: 2119 |

| 15. Dezember 2012 19.45 Uhr | Belarus Michail Hrabouski (39.) | 1:4 (0:1, 1:1, 0:2) | Norwegen Niklas Roest (4.) Mats Zuccarello Aasen (34.) Mats Zuccarello Aasen (49.) Steffen Thoresen (59.) | Sport- und Kongresszentrum, Arosa Zuschauer: 448 |

Aufgrund des Lockouts in der National Hockey League konnten nicht weniger als sechs Schweizer, die sonst in der NHL spielen, am Turnier teilnehmen: Damien Brunner, Rafael Diaz, Roman Josi, Luca Sbisa, Mark Streit, und Yannick Weber. Als Neuentdeckung des Turniers galt aus Schweizer Sicht Luca Cunti, der in seinem Bürgerort Arosa nicht nur sein erstes Länderspiel absolvierte, sondern auch gleich seine ersten Skorerpunkte erzielen konnte.

## Austragung 2010
17. und 18. Dezember 2010 in Herisau:
- Dänemark
- Schweiz
- Slowakei
- Belarus

## Siegerliste
| Jahr | Sieger  | Finalgegner | 3. Platz | 4. Platz |
| ---- | ------- | ----------- | -------- | -------- |
| 2015 | Schweiz | Slowakei    | Belarus  | Norwegen |
| 2014 | Schweiz | Belarus     | Norwegen | Slowakei |
| 2013 | Belarus | Schweiz     | Slowakei | Norwegen |
| 2012 | Schweiz | Slowakei    | Norwegen | Belarus  |
| 2010 | Belarus | Schweiz     | Slowakei | Dänemark |